# Padang Pulau
Padang Pulau is een bestuurslaag in het regentschap Asahan van de provincie Noord-Sumatra, Indonesië. Padang Pulau telt 3135 inwoners (volkstelling 2010).